# Michelangelo Rulfi
Michelangelo Rulfi (Caraglio, 1808 – Ivrea, 29 giugno 1881) è stato un politico italiano.

## Biografia
Fu deputato del Regno di Sardegna per tre legislature, eletto nel collegio di Biella. Era un sacerdote e insegnante.